# ناحیه اکوول، شهرستان مارشال، مینه سوتا
ناحیه اکوول (به انگلیسی: Eckvoll Township) یک منطقهٔ مسکونی در ایالات متحده آمریکا است که در شهرستان مارشال، مینه‌سوتا واقع شده‌است.
 ناحیه اکوول ۹۱٫۸ کیلومتر مربع مساحت و ۱۰۴ نفر جمعیت دارد و ۳۵۲ متر بالاتر از سطح دریا واقع شده‌است.